# اوپنهایمر (فیلم)
اوپنهایمر (انگلیسی: Oppenheimer) یک فیلم دلهره‌آورِ زندگی‌نامه‌ای حماسی به نویسندگی و کارگردانی کریستوفر نولان است که در سال ۲۰۲۳ اکران شد. نولان فیلم‌نامه این فیلم را بر اساس کتاب پرومته آمریکایی، پیروزی و تراژدی جی رابرت اوپنهایمر به رشته تحریر درآورده است. داستان فیلم دربارهٔ زندگی جی. رابرت اوپنهایمر، فیزیک‌دان نظری آمریکایی است که به عنوان «پدر بمب اتمی» شناخته شده است و کیلین مورفی نقش وی را در فیلم بازی کرده است. این ششمین همکاری مشترک نولان و مورفی است. امیلی بلانت در نقش همسر اوپنهایمر، «کیتی»؛ مت دیمون در نقش رئیس پروژهٔ منهتن لسلی گرووز؛ رابرت داونی جونیور در نقش لوئیس استراوس (عضو کمیسیون انرژی اتمی ایالات متحده)؛ و فلورنس پیو در نقش معشوقهٔ کمونیست اوپنهایمر جین تتلاک حضور دارند. دیگر بازیگران شامل جاش هارتنت، کیسی افلک، رامی ملک و کنت برانا می‌شوند.
نولان در سپتامبر ۲۰۲۱ خبر از نویسندگی و کارگردانی فیلمی زندگی‌نامه‌ای دربارهٔ اوپنهایمر داد که داستان آن طی جنگ جهانی دوم جریان دارد و یونیورسال پیکچرز به‌عنوان توزیع‌کننده انتخاب شد. نولان بعد از نزدیک به دو دهه همکاری و ساخت ۹ فیلم برای برادران وارنر به علت اختلاف در زمینه اکران سینمایی با این شرکت قطع همکاری کرد. بعد از انجام مذاکرات، یونیورسال پیکچرز حق ساخت و پخش جهانی فیلم را خرید. اکثر بازیگران اصلی میان سپتامبر ۲۰۲۱ و آوریل ۲۰۲۲ مشخص شدند. پیش‌تولید تا ژانویهٔ ۲۰۲۲ و فیلم‌برداری در اواخر فوریه آغاز شد و در مهٔ همان سال پایان یافت. اوپنهایمر با فرمت ۶۵ میلی‌متری و به صورت آی‌مکس تصویربرداری شد و قسمت‌های از آن برای نخستین بار در تصویربرداری آنالوگ سیاه‌وسفید آی‌مکس فیلم‌برداری شد. نولان مانند آثار قبلی خود از جلوه‌های طبیعی و حداقل تصویرسازی تولیدشده توسط کامپیوتر استفاده کرد. پس از بی‌خوابی (۲۰۰۲)، این نخستین فیلم نولان است که با درجه سنی R ساخته شده است.
اوپنهایمر ۱۱ ژوئیهٔ ۲۰۲۳ در سینما گرند رکس پاریس به روی پرده رفت و ۲۱ ژوئیهٔ همان سال در سینماهای ایالات متحده و بریتانیا اکران شد. انتشار اوپنهایمر با باربی از شرکت برادران وارنر هم‌زمان بود و به‌دلیل پدیدهٔ فرهنگی باربنهایمر مورد توجه قرار گرفت. فیلم با واکنش بسیار مثبت منتقدان همراه بود و در زمینهٔ عملکرد تیم بازیگری، فیلم‌نامه، کارگردانی نولان، تدوین و فیلم‌برداری تحسین شد. اوپنهایمر با بیش از ۹۷۵ میلیون دلار فروش گیشهٔ جهانی به سومین فیلم پرفروش سال ۲۰۲۳، پرفروش‌ترین فیلم وابسته به جنگ جهانی دوم، پرفروش‌ترین فیلم زندگی‌نامه‌ای و دومین فیلم پرفروش با درجهٔ سنی R تبدیل شد. اوپنهایمر افتخارات گوناگونی شامل پنج جایزهٔ گلدن گلوب به‌دست‌آورد و از سوی هیئت ملی بازبینی و انستیتوی فیلم آمریکا، یکی از ده فیلم برتر سال نام گرفت. همچنین در هفتاد و هفتمین دورهٔ جوایز بفتا و نود و ششمین دورهٔ جوایز اسکار نامزد ۱۳ جایزه از شد که توانست ۷ جایزه از جمله بهترین فیلم را کسب کند.

## داستان
در سال ۱۹۲۶، جی. رابرت اوپنهایمر، دانشجوی ۲۲ ساله دکترا، در حین تحصیل زیر نظر فیزیکدان تجربی پاتریک بلاکت در آزمایشگاه کاوندیش واقع در دانشگاه کمبریج، از دلتنگی و اضطراب رنج می‌برد. اوپنهایمر که از دست بلاکت ناراحت است، با گذاشتن یک سیب مسموم می‌خواهد به او تلافی کند، اما سپس مانع از خوردن آن توسط دانشمند نیلز بور می‌شود که برای ملاقات او آمده است. اوپنهایمر پی‌اچ‌دی خود را در رشته فیزیک در دانشگاه گوتینگن در آلمان به پایان می‌رساند و بعداً با فیزیکدان نظری ورنر هایزنبرگ در کنفرانسی که در مؤسسه فناوری فدرال زوریخ، سوئیس برگزار شده است، ملاقات می‌کند. او با امید به گسترش تحقیقات فیزیک کوانتومی به ایالات متحده بازگشته و تدریس در دانشگاه کالیفرنیا، برکلی و مؤسسه فناوری کالیفرنیا را آغاز می‌کند. او با همسر آینده‌اش، کاترین پونینگ، زیست‌شناس و کمونیست آشنا می‌شود. او همچنین رابطه‌ای متناوب با جین تتلاک دارد که یکی از اعضای حزب کمونیست است و چند سال بعد خودکشی می‌کند.
در سال ۱۹۴۲، ژنرال ارتش ایالات متحده لسلی گرووز، اوپنهایمر را برای رهبری پروژه منهتن برای ساخت بمب اتمی استخدام می‌کند و اوپنهایمر به او اطمینان می‌دهد هیچ گونه همدردی با کمونیست‌ها ندارد. اوپنهایمر که خودش یهودی است، به‌ویژه تحت تأثیر نازی‌ها قرار می‌گیرد که در حال تکمیل برنامه جنگ‌افزار هسته‌ای خود هستند که توسط هایزنبرگ رهبری می‌شود. اوپنهایمر یک تیم علمی شامل ادوارد تلر و ایزیدور ایزاک رابی را در لس آلاموس، نیومکزیکو گرد هم می‌آورد تا مخفیانه بمب را بسازند. اوپنهایمر با دانشمندان انریکو فرمی و دیوید ال. هیل همکاری می‌کند. او و آلبرت اینشتین دربارهٔ این موضوع بحث می‌کنند که چگونه یک بمب اتمی ممکن است یک واکنش زنجیره‌ای غیرقابل توقف ایجاد کند که می‌تواند کره زمین را نابود کند.
پس از تسلیم آلمان، چندین دانشمند اهمیت تداوم بمب را، حتی با وجود ادامهٔ جنگ در اقیانوس آرام، زیر سؤال می‌برند. آزمایش ترینیتی درست قبل از کنفرانس پوتسدام با موفقیت انجام می‌شود. رئیس‌جمهور هری اس. ترومن دستور بمباران اتمی هیروشیما و ناگاساکی را می‌دهد که ژاپن را مجبور به تسلیم می‌کند و اوپنهایمر را به عنوان «پدر بمب اتمی» در معرض دید عموم قرار می‌دهد. اوپنهایمر که تحت تأثیر ویرانی و تلفات عظیم زندگی قرار گرفته است، از ترومن می‌خواهد توسعهٔ سلاح‌های هسته‌ای را محدود کند. رئیس‌جمهور توصیهٔ اوپنهایمر را نادیده می‌گیرد و وی را فردی ضعیف می‌داند.
اوپنهایمر به عنوان مشاور کمیسیون انرژی اتمی ایالات متحده از تحقیقات بیشتر هسته‌ای، به ویژه بمب هیدروژنی پیشنهادشده توسط تلر، دفاع می‌کند. موضع او در بحبوحهٔ تنش جنگ سرد با اتحاد جماهیر شوروی به محل اختلاف تبدیل می‌شود. لوئیس استراوس، رئیس کمیسیون از اوپنهایمر به خاطر رد علنی نگرانی‌هایش در مورد صادرات ایزوتوپ پرتوزا و توصیه به مذاکرات تسلیحاتی با اتحاد جماهیر شوروی رنج می‌برد. او همچنین بر این باور است که اوپنهایمر اینشتین را علیه او قرار داده است.
اوپنهایمر در جلسه‌ای که برای از بین بردن نفوذ سیاسی او در نظر گرفته شده بود توسط تلر و سایر همکارانش مورد خیانت قرار می‌گیرد. استراوس از ارتباطات اوپنهایمر با کمونیست‌هایی مانند تتلاک و برادر اوپنهایمر، فرانک، سوءاستفاده می‌کند. علی‌رغم شهادت رابی و چندین متحد دیگر در دفاع از اوپنهایمر، مجوز امنیتی اوپنهایمر پیش از موعد لغو می‌شود و به وجههٔ عمومی وی آسیب می‌رساند و نفوذ سیاسی او را خنثی می‌کند. در یک جلسهٔ تأیید سنا برای تصدی استراوس به عنوان وزیر بازرگانی، هیل در مورد انگیزه‌های شخصی استراوس در سقوط اوپنهایمر شهادت می‌دهد و سنا به نامزدی استراوس رای منفی می‌دهد.
در سال ۱۹۶۳، رئیس‌جمهور لیندون بی. جانسون، جایزه انریکو فرمی را به عنوان یک ژست بازپروری سیاسی به اوپنهایمر اهدا می‌کند. همچنین آشکار می‌شود که مکالمه قبلی اوپنهایمر و اینشتین در مورد استراوس نبوده است، بلکه راجع به پیامدهای گستردهٔ سلاح‌های هسته‌ای بود. اوپنهایمر معتقد است که او یک واکنش زنجیره‌ای را آغاز کرده است که منجر به نابودی جهان خواهد شد.

## بازیگران
- کیلین مورفی در نقش جی. رابرت اوپنهایمر[۲۶]
- امیلی بلانت در نقش کاترین «کیتی» اوپنهایمر[۲۷]
- مت دیمون در نقش لسلی گرووز[۲۸]
- رابرت داونی جونیور در نقش لوئیس استراوز[۲۸]
- فلورنس پیو در نقش جین تتلاک[۲۹]
- جاش هارتنت در نقش ارنست لارنس[۳۰][۳۱]
- کیسی افلک در نقش بوریس پاش[۳۲]
- رامی ملک در نقش دیوید هیل[۲۹]
- کنت برانا در نقش نیلز بور[۳۳]
- بنی سفدی در نقش ادوارد تلر[۲۹]
- جیسون کلارک در نقش راجر راب[۳۴]
- دیلن آرنولد در نقش فرانک اوپنهایمر[۳۵]
- تام کونتی در نقش آلبرت اینشتین[۳۶]
- جیمز دارسی در نقش پاتریک بلاکت[۳۷]
- دیوید دستمالچیان در نقش ویلیام ال. بوردن[۳۸]
- دین دی‌هان در نقش کنت نیکولز[۳۹]
- آلدن ارنرایک در نفش دستیار لوئیس اشتراوس در سنا[۴۰][۴۱]
- تونی گلدوین در نقش گوردون گری[۴۲]
- جفرسون هال در نقش هاکون شوالیه[۴۳][۴۴]
- دیوید کرامهولتز در نقش ایزیدور ایزاک رابی[۴۰]
- متیو موداین در نقش ونیوار بوش[۴۵]
- گوستاو اسکاشگورد در نقش هانس بیته[۴۶]
- مایکل آنگارانو در نقش رابرت سربر[۳۰]
- جک کواید در نقش ریچارد فاینمن[۴۷]
- جاش پک در نقش کنت باینبریج[۴۸]
- اولیویا ترلبی در نقش لیلی هورنیگ[۴۹]
- دنی دیفراری در نقش انریکو فرمی[۵۰]
- دون باستیک در نقش ست ندرمیر[۵۱]
- الکس وولف در نقش لوئیس والتر آلوارز[۵۲]
- اسکات گریمز در نقش مشاور[۵۳]
- جاش زاکرمن در نقش جیووانی روسی لومانیتز[۵۴]
- ماتیاس شوایگهوفر در نقش ورنر هایزنبرگ[۵۵][۵۶]
- کریستوفر دنهام در نقش کلاوس فوکس[۵۳]
- دیوید ریسدال در نقش دونالد هورنیگ[۵۷]
- گای برنت در نقش جورج التنتون[۵۰]
- لوئیس لومبارد در نقش روث تولمن[۵۸]
- هریسون گیلبرتسون در نقش فیلیپ موریسون[۵۹]
- اما دومان در نقش جکی اوپنهایمر[۵۹]
- تروند فوسا اورواگ در نقش جرج کیستیاکویکی[۶۰]
- اولی هااسکویی در نقش ادوارد کودون[۳۵]
- گری اولدمن در نقش هری ترومن[۶۱]
- جان گوانز در نقش وارد ایوانز
- کرت کوهلر در نقش توماس آ. مورگان[۶۲][۶۳]
- میکن بلیر در نقش لوید کی. گاریسون[۶۴]
- هری گرونر در نقش گیل دبلیو. مک‌گی[۶۴]
- جک کاتمور-اسکات در نفش لیال جانسون[۶۴]
- جیمز رمار در نقش هنری استیمسون[۶۴]
- گرگوری جبارا در نقش وارن جی. مگنوسون[۶۴]
- تیم دی‌کی در نقش جان او. پاستوره[۶۴]
- جیمز اوربانیاک در نقش کورت گودل[۶۴]

## تولید

### توسعه

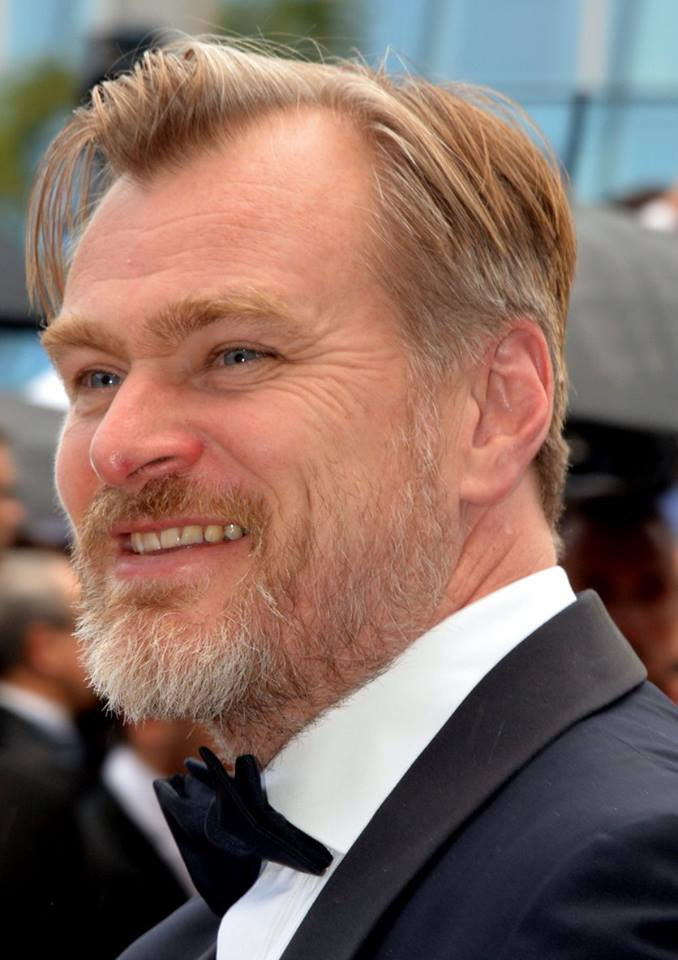
نویسنده، کارگردان و سازندهٔ فیلم، کریستوفر نولان

در دسامبر ۲۰۲۰، برادران وارنر پیکچرز اعلام کرد به دلیل تأثیر دنیاگیری کروناویروس بر سینما، همزمان با پخش فیلم‌هایشان در سینماها، آن‌ها را در اچ‌بی‌او مکس نیز همزمان پخش خواهد کرد. کریستوفر نولان، که همکاری خود با استودیو را با فیلم بی‌خوابی (۲۰۰۲) آغاز کرده بود، ناباوری خود را با این تصمیم ابراز کرد. نولان بعد از نزدیک به دو دهه همکاری و ساخت ۹ فیلم برای برادران وارنر به علت اختلاف در زمینه اکران سینمایی با این شرکت قطع همکاری کرد. در ژانویه ۲۰۲۱، رسانه‌ها اشاره کردند که فیلم بعدی نولان احتمالاً توسط برادران وارنر پشتیبانی و پخش نشود.
در سپتامبر ۲۰۲۱، اعلام شد که نولان یک فیلم زندگی‌نامه در طول جنگ جهانی دوم دربارهٔ جی. رابرت اوپنهایمر، سازندهٔ بمب اتمی و با بازی کیلین مورفی خواهد ساخت. نولان به دلیل رابطهٔ تحت فشار با برادران وارنر، با استودیوهایی از جمله سونی پیکچرز، یونیورسال پیکچرز، پارامونت پیکچرز و اپل استودیوز مذاکره کرد.

### فیلم‌برداری
پیش-تولید فیلم در ژانویه ۲۰۲۲ در نیومکزیکو در حال انجام بود و یک فراخوان بازیگری دو روزه نیز در سانتافه و لس آلاموس انجام شد تا مردم محلی نقش کارکنان نظامی و دانشمندان را بازی کنند. یک فراخوان بازیگری دیگر در فوریه انجام شد. فیلم‌برداری در اواخر فوریه ۲۰۲۲ آغاز شد. برای بازسازی آزمایش ترینیتی در طول فیلم‌برداری، به جای استفاده از سی‌جی‌آی، از مواد منفجره واقعی استفاده شد.

## موسیقی
موسیقی فیلم توسط لودویگ گورانسون ساخته شده است. او قبلاً نیز موسیقی فیلم تنت به کارگردانی کریستوفر نولان را ساخته بود.

## انتشار
اوپنهایمر در تاریخ ۲۱ ژوئیهٔ ۲۰۲۳ به‌وسیلهٔ یونیورسال پیکچرز به صورت جهانی اکران شد. با در نظر گرفتن بودجهٔ فیلم و هزینه‌های بازاریابی، ورایتی اعلام کرد که این فیلم برای سودآوری باید حداقل ۴۰۰ میلیون دلار در سراسر جهان فروش داشته باشد.

## بازخورد

### گیشه
تا ۲۲ اوت ۲۰۲۳، اوپنهایمر ۲۸۶٫۸ میلیون دلار در ایالات متحده و کانادا و نیز ۴۳۶ میلیون دلار در سایر کشورها فروش داشته است که فروش جهانی آن در کل به ۹۳۵ میلیون دلار رسیده است.

#### ایالات متحده و کانادا
در ایالات متحده و کانادا، اوپنهایمر در کنار باربی اکران شد و ابتدا فروشی ۴۵–۵۰ میلیونی از ۳٬۶۱۰ سینما در هفتهٔ نخست انتشارش پیش‌بینی شده بود. هفتهٔ انتشارشان، سینماهای ای‌ام‌سی اعلام کرد بیش از ۴۰٬۰۰۰ نفر از اعضای ای‌ام‌سی پیش از این بلیت هر دو فیلم را در یک روز رزرو کرده بودند. پس از فروش ۳۳ میلیون دلاری در روز نخست (شامل ۱۰٫۵ میلیون دلار از پیش‌نمایش‌های پنجشنبه‌شب)، تخمین فروش آخر هفته به ۷۷ میلیون دلار افزایش یافت. در ادامه به فروش ۸۲٫۵ میلیون دلاری رسید و پس از باربی در رده دوم قرار گرفت. اوپنهایمر یکی از بهترین عملکرد فروش در تعطیلات آخر هفته برای درام با درجه آر را داشت. ۶۴ درصد از مخاطبان مرد بودند که ۳۳ درصد آن‌ها ۱۸ تا ۳۴ سال داشتند. پدیدهٔ باربنهایمر باعث افزایش مخاطبان فیلم شد: ۷۹ درصد از بلیت‌های فروخته‌شده در آخر هفته مربوط به این دو فیلم (۲۷ درصد برای اوپنهایمر) بود که در مجموع ۱۸٫۵ میلیون نفر به این دو فیلم جلب شدند. فروش آخر هفتهٔ افتتاحیه، بهترین عملکرد در میان فیلم‌های اصلی نولان را داشت و به استثناء دو فیلم آخر سه‌گانهٔ شوالیهٔ تاریکی، پرفروش‌ترین اثر او در افتتاحیه شد. این فیلم آخر هفتهٔ دوم، ۴۶٫۲ میلیون دلار فروش داشت (۴۴ درصد کاهش) و پس از باربی در رده دوم باقی ماند. این فیلم در آخر هفتهٔ سوم اکران، ۲۸٫۷ میلیون دلار فروش کرد و پس از باربی و فیلم تازه‌وارد مگ ۲: گودال سوم شد. در ۱۶ اوت، اوپنهایمر از آواز (۲۰۱۶) پیشی گرفت و پرفروش‌ترین فیلمی شد که هرگز به رتبهٔ نخست گیشه نرسید.

#### دیگر مناطق
خارج از ایالات متحده و کانادا، این فیلم در افتتاحیهٔ آخر هفته ۹۸ میلیون دلار فروش داشت. آخر هفته بعدی، اوپنهایمر ۷۷٫۱ میلیون دلار به دست آورد که تنها کاهش فروش ۲۱ درصدی داشت و به پرفروش‌ترین فیلم نولان در ۳۰ کشور از جمله هند، عربستان سعودی، امارات متحده عربی و ترکیه تبدیل شد. اوپنهایمر در آخر هفتهٔ سوم، با افت ۳۱ درصدی، ۵۲٫۸ میلیون دلار فروش داشت. تا ۱۳ اوت ۲۰۲۳، کشورهای بریتانیا (۵۸٫۱ میلیون دلار)، آلمان (۳۵٫۴ میلیون دلار)، فرانسه (۲۸ میلیون دلار)، استرالیا (۲۱ میلیون دلار) و هند (۱۷٫۷ میلیون دلار) بیشترین فروش را داشتند.

### منتقدان
اوپنهایمر مورد تحسین منتقدان قرار گرفت. این فیلم عمدتاً به خاطر فیلم‌نامه، نقش‌آفرینی بازیگران (به ویژه مورفی و داونی) و جلوه‌های بصری از سوی منتقدان تحسین شد. از اوپنهایمر به‌عنوان یکی از بهترین فیلم‌های نولان و سال ۲۰۲۳ نام برده شد، اگرچه انتقاداتی به‌دلیل نگارش شخصیت‌های زن به آن وارد شد. به گزارش هندوستان تایمز، از اوپنهایمر به‌عنوان یکی از بهترین فیلم‌های سدهٔ بیست و یکم نیز استقبال شد. در وبگاه جمع‌آوری نقد راتن تومیتوز، ٪۹۳ از ۴۷۰ بررسی منتقدان مثبت است، و میانگینِ امتیاز آن ۸٫۶/۱۰ است. اجماع این وبگاه چنین می‌نویسد: «اوپنهایمر یکی دیگر از دستاوردهای جذاب کریستوفر نولان را نشان می‌دهد که از عملکرد قدرتمند مورفی و جلوه‌های بصری خیره‌کننده بهره می‌برد.» این فیلم در متاکریتیک که از میانگین وزنی استفاده می‌کند، بر اساس نظر ۶۹ منتقدین امتیاز ۸۸ از ۱۰۰ را کسب کرده که نشان‌گر «تحسین همگانی» است. تماشاگرانی که توسط سرویس سینماسکور مورد بررسی قرار گرفتند به این فیلم نمره «A» در مقیاس A+ تا F دادند، و آنهایی که توسط پست‌ترک نظرسنجی شدند نمره کلی ۹۳ درصد مثبت را به آن دادند و ۷۴ درصد از آن‌ها گفتند که قطعاً این فیلم را توصیه می‌کنند.
ریچارد روپر در شیکاگو سان-تایمز به اوپنهایمر نمرهٔ کامل چهار ستاره را داد و آن را «خارق‌العاده» و «یکی از بهترین فیلم‌های قرن بیست و یکم» توصیف کرد. متیو جکسون از ای. وی. کلاب آن را «شاهکار» دانست و افزود: «این بهترین فیلم کریستوفر نولان تا الان است، قدمی رو به جلو به سطح جدیدی برای یکی از بهترین فیلم‌سازان ماست، و فیلمی است که خود را در مغزتان حک می‌کند.»
جاستین چنگ در مقاله‌ای برای لس آنجلس تایمز از تصویرسازی دقیق نولان از ناتوانی اوپنهایمر در دیدن قربانیان واقعی کارش دفاع کرد. چنگ نوشت که نولان عمداً صحنه‌های بمباران هیروشیما و ناگازاکی را نشان نداده تا به‌جای نمایش مستقیم، با سکوت و عدم حضور این صحنه‌ها، تأثیر عمیق و تلخ آن فجایع را به مخاطب منتقل کند. چنگ بعداً برای این مقاله برنده جایزه پولیتزر برای نقد شد. ریچارد برودی از نیویورکر فیلم را اثری «در سبک شبکه هیستوری با تدوین فاخر» توصیف کرد و نوشت که ابتدا فکر می‌کرد فیلم مثل مقاله ویکی‌پدیا طولانی است اما پس از بررسی بیشتر، به این نتیجه رسیده که این مقایسه یا به ویکی‌پدیا کم‌لطفی می‌کند یا به نولان بیش از حد اعتبار می‌دهد.

## دقت و کاستی‌ها

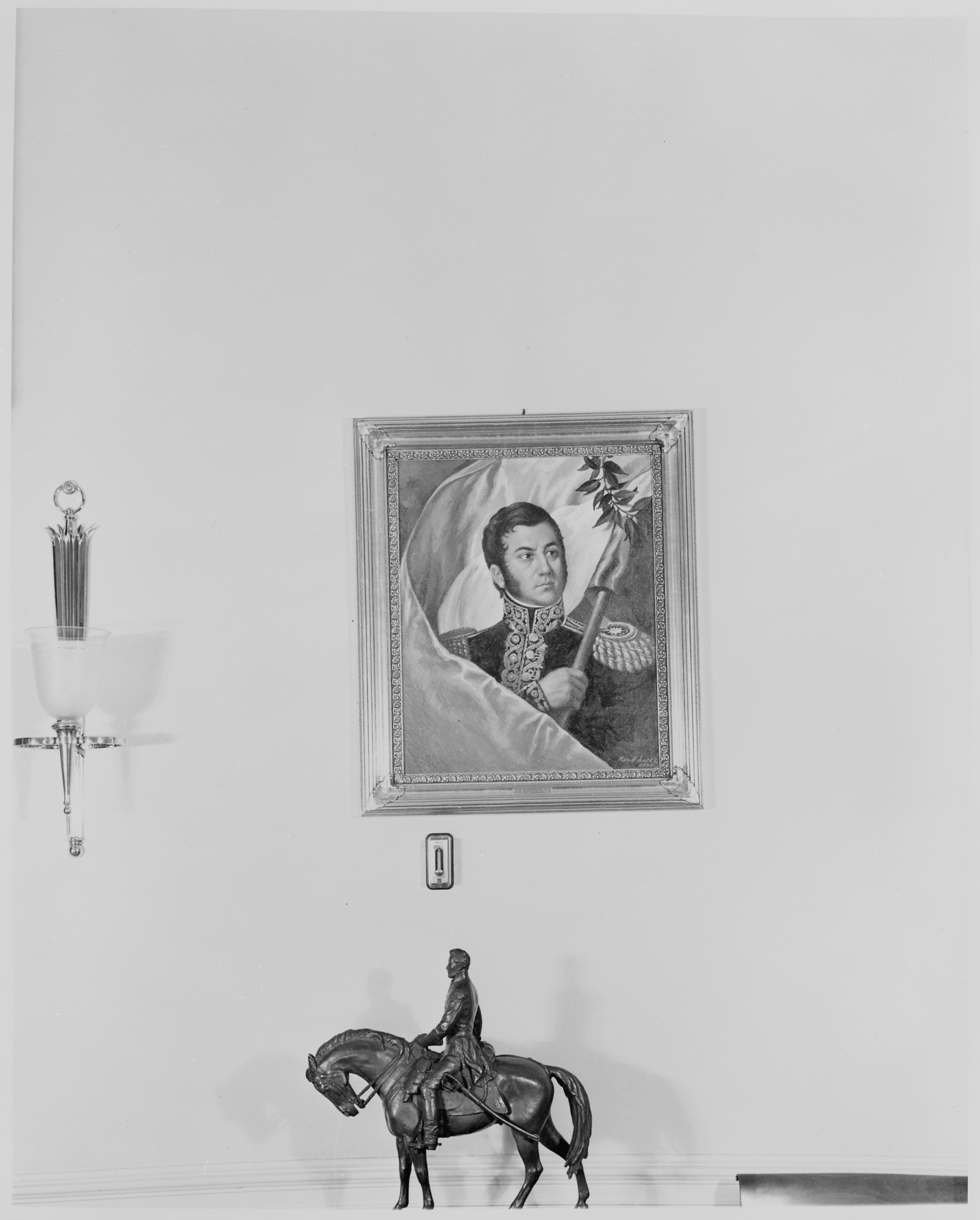
پرتره ژنرال خوزه د سن مارتین، رهبر آرژانتینی، که در فیلم به نمایش درآمده، تا سال ۱۹۴۶، بیش از یک سال پس از دیدار اوپنهایمر با رئیس‌جمهور ترومن، به کاخ سفید نرسیده بود.

برخی از صحنه‌های فیلم کلمه به کلمه از کتاب یا رویدادهای واقعی اقتباس شده‌اند. بسیاری از تغییرات اعمال‌شده، آرایه‌ها یا تفاوت‌های جزئی با واقعیت هستند. برای مثال، اوپنهایمر در واقعیت به اندازه‌ای که در فیلم نشان داده شده، از کشف سیاه‌چاله‌ها هیجان‌زده نبود، زیرا اهمیت آن را در آن زمان به‌طور کامل درک نکرده بود. با این حال، همان‌طور که در فیلم نشان داده شده، مطالعه او دربارهٔ سیاه‌چاله‌ها در روز تهاجم آلمان به لهستان منتشر شد. در آزمایش ترینیتی، دونالد هورنیگ در حالت آماده‌باش کامل قرار داشت و دستش به‌طور فیزیکی روی کلید بود تا در صورت لزوم بتواند بلافاصله و بدون تأخیر واکنش نشان دهد و آزمایش را متوقف کند. این برخلاف تصویری است که در فیلم نشان داده شده، جایی که او صرفاً نزدیک کلید به تصویر کشیده شده است، نه در حالتی که دستش روی آن باشد. همچنین، ترومن اوپنهایمر را «crybaby» نامید، اما این اظهارنظر در نامه‌ای به دین اچسون یک سال پس از دیدارشان بود، نه بلافاصله پس از آن.
اشتباه دیگری که اشاره شده، استفاده از پرچم ایالات متحده آمریکا در فیلم است. در فیلم، پرچم ۵۰ ستاره‌ای کنونی نشان داده می‌شود که تا سال ۱۹۶۰ پذیرفته نشده بود. در زمان جنگ جهانی دوم، پرچم آمریکا تنها ۴۸ ستاره داشت، زیرا هاوایی و آلاسکا هنوز ایالت نشده بودند.
صحنه‌ای که اوپنهایمر در دانشگاه سیب استادش را مسموم می‌کند، بر اساس روایت‌های خود اوپنهایمر از این ماجرا ساخته شده، اما مشخص نیست که آیا این واقعه در واقعیت رخ داده است. در فیلم، اوپنهایمر پتاسیم سیانید را در سیب قرار می‌دهد و روز بعد پشیمان شده و در لحظه آخر از خورده شدن آن جلوگیری می‌کند. هیچ مدرکی وجود ندارد که نشان دهد نیلز بور تقریباً سیب را خورده یا در این ماجرا دخیل بوده است. اوپنهایمر و اینشتین دوستان نزدیکی بودند، اما مکالمات محوری فیلم میان آن‌ها هرگز در واقعیت رخ نداده است. اوپنهایمر نگرانی‌های خود دربارهٔ واکنش زنجیره‌ای غیرقابل‌کنترل را با کارل تیلور کامپتون در مؤسسه فناوری ماساچوست در میان گذاشت، نه با اینشتین. اگرچه فیلم استخدام زوری اوپنهایمر توسط ژنرال گرووز را نشان می‌دهد، در واقعیت آرتور هالی کامپتون در آزمایشگاه متالورژی او را زودتر استخدام کرده و مسئول تحقیقات طراحی بمب در پروژه منهتن کرده بود.
همان‌طور که لوئیس استراوز در دیالوگ‌های فیلم به‌درستی اشاره می‌کند، اوپنهایمر هرگز از بمباران اتمی ابراز پشیمانی نکرد، اما همان‌طور که چانگ در مقاله برنده جایزه پولیتزر خود توضیح داده، اوپنهایمر در بازدید سال ۱۹۶۰ خود از توکیو و اوزاکا، هنگام مواجهه با یک خبرنگار، از عذرخواهی خودداری کرد؛ نکته‌ای که در فیلم به تصویر کشیده نشده است. علاوه بر درگیری‌های شخصی، استراوز دلیل دیگری برای تضعیف اعتبار اوپنهایمر از طریق لغو مجوز امنیتی‌اش داشت: مخالفت اوپنهایمر با توسعه بیشتر بمب هیدروژنی توسط ایالات متحده. اسکات سیگن، کاهش نفوذ اوپنهایمر را به‌عنوان عاملی محدودکننده در مسابقه تسلیحات هسته‌ای بین ایالات متحده و شوروی، «تراژدی بزرگ‌تری» می‌داند که در فیلم کمتر از تراژدی شخصی اوپنهایمر به نمایش درآمده است، اما او تولید فیلم را به‌طور کلی برای یک اثر هالیوودی «بسیار دقیق» توصیف کرد.
بسیاری از فعالیت‌های انجام‌شده در دیگر سایت‌های پروژه منهتن، مانند سایت هنفورد در واشینگتن و اوک ریج در تنسی، در فیلم نشان داده نشده‌اند. این فعالیت‌ها، که تحت نظارت ژنرال لزلی گرووز انجام می‌شد، عمدتاً بر درک و تولید مواد رادیواکتیو مورد نیاز برای انفجارهای هسته‌ای متمرکز بودند. علاوه بر تیم لس آلاموس، افرادی که در دیگر سایت‌های پروژه، به‌ویژه آزمایشگاه متالورژی دانشگاه شیکاگو، کار می‌کردند نیز نسبت به استفاده از بمب اتمی علیه ژاپن ابراز نگرانی کرده بودند. فیلم به دلیل حذف موضوع جابه‌جایی اجباری ۳۰ خانواده بومی آمریکایی از لس آلاموس در سال ۱۹۴۲ برای ایجاد فضای آزمایش، مورد انتقاد قرار گرفته است.
مشکل فنی دیگری که در فیلم به‌درستی به تصویر کشیده شده، تولید پلوتونیوم است. این موضوع از طریق بحث‌هایی دربارهٔ خطر «فناپذیری»، نوآوری‌ها، پیشرفت‌ها و موانع مهندسی، و اراده برای موفقیت تحلیل می‌شود. فیلم بر هزینه‌های بالای به‌دست آوردن پلوتونیوم و فرایند کلی تولید آن تمرکز دارد. انریکو فرمی، یکی از دانشمندان اصلی پروژه منهتن، کشف کرد که پلوتونیوم عنصر لازم برای ایجاد واکنش شکافت خودبه‌خود است، اما مشارکت‌های او در پروژه به اندازه‌ای که در واقعیت شناخته شده بودند، در فیلم برجسته نشده‌اند.
در فیلم، صحنه‌ای از جلسه کمیته موقت در ۳۱ مه ۱۹۴۵ به تصویر کشیده شده که اوپنهایمر به‌عنوان عضوی از پنل علمی مشاوران در آن حضور داشت. در این صحنه، هنری ال. استیمسون، وزیر جنگ، به‌دلیل اینکه کیوتو مقصد مورد علاقه ماه عسل او و همسرش بوده، دستور حذف آن از فهرست اهداف اصلی بمب اتمی را می‌دهد. اما الکس ولرشتاین، مورخ علم و تسلیحات هسته‌ای، روشن می‌کند که این تصویرسازی یک افسانه است. به گفته ولرشتاین، دفترچه خاطرات استیمسون از سفرهایش در سال ۱۹۲۶ با همسرش هیچ اشاره‌ای به کیوتو ندارد و تنها بازدید کوتاه آن‌ها از کیوتو در سال ۱۹۲۹، طی یک اقامت یک‌شبه در مأموریتی حقیقت‌یاب مرتبط با نقش او به‌عنوان فرماندار کل فیلیپین بود. فیلم این واقعیت را نادیده می‌گیرد که مخالفت استیمسون با هدف قرار دادن کیوتو عمدتاً استراتژیک بود، نه شخصی. او این دیدگاه را چندین بار، از جمله در کنفرانس پوتسدام، به ترومن ابراز کرد. استیمسون در دفترچه خاطرات خود در ۲۴ ژوئیه ۱۹۴۵ نوشت: «او [ترومن] بار دیگر با تأکید بسیار بر باور مشترک خود در این موضوع موافقت کرد و به‌ویژه با پیشنهاد من که اگر کیوتو حذف نشود، تلخی ناشی از چنین اقدام بی‌رحمانه‌ای ممکن است در دوره طولانی پس از جنگ، آشتی ژاپنی‌ها با ما را در آن منطقه، در مقایسه با روس‌ها، غیرممکن کند.»